# Телефонный план нумерации Молдовы
Телефонный план нумерации Молдовы — диапазоны телефонных номеров, выделяемых различным пользователям телефонной сети общего пользования в Молдове и Приднестровье, специальные номера и другие особенности набора для совершения телефонных вызовов. Все международные номера пользователей данной телефонной сети имеют общее начало +373 — называемый префиксом или телефонным кодом страны.

## Общая информация
Телефонные номера Республики Молдова в международном формате (для дозвона на них из-за пределов страны) имеют фиксированную длину и состоят из 11 цифр.
| Код выхода на международную связь | Код страны | Код региона / оператора | Номер абонента |
| + или 00                          | 373        | 3 или 2 цифры           | 5 или 6 цифр   |

## Порядок набора
Для всех неместных звонков требуется набрать префикс 0, затем — код района либо код мобильного оператора и номер абонента.
Для звонков на международные номера следует набрать префикс 00, код страны, код города, номер абонента.
Для звонков на короткие номера следует набрать номер без префиксов и кодов.
1 февраля 2004 года в Молдове вступил в действие новый национальный план нумерации и одновременно было прекращено действие старого. Согласно этому плану, производились некоторые изменения в региональных телефонных кодах, а также изменялись коды двух мобильных операторов: Orange (на тот момент Voxtel) и Moldcell.
С 1 июля 2012 года Молдова перешла к закрытому плану телефонной нумерации. Таким образом, все телефонные номера внутри страны имеют единый формат вне зависимости откуда осуществляется набор.
Например, для звонка в Бельцы необходимо набирать:
```
   0 231 xxxxx c любого телефонного номера в Молдове. 
+373 231 xxxxx из-за пределов Молдовы.
```

## Ресурсы нумерации

### 1 — короткие негеографические телефонные номера
Короткие телефонные номера в Молдове являются номерами, используемыми для различных служб или услуг. Все короткие номера не имеют привязки к региону, в котором они используются и являются негеографическими. Данные телефонные номера с любого мобильного или фиксированного номера на территории страны набирается без кода и имеют уникальный формат. Они могут быть трёх- четырёх- или пятизначными. Доступ для таких номеров из-за пределов страны невозможен.
С 1 февраля 2012 года дозвон на все короткие номера осуществляется без набора префикса 0 и они имеют уникальный формат.
| Номер или диапазон номеров | Статус              | Используется(вался) для                                   | Примеры использования / комментарии | Плата за один номер (леев в год) |
| -------------------------- | ------------------- | --------------------------------------------------------- | --- | -------------------------------- |
| 100x                       | не используется     | —                                                         | Зарезервирован для использования в долгосрочной перспективе. | —                                |
| 101x-109x                  | используется        | Предварительный выбор оператора для осуществления звонков | | 4000                             |
| 110                        | не используется     | —                                                         | Зарезервирован для использования в долгосрочной перспективе. | —                                |
| 111                        | не используется     | —                                                         | Зарезервирован для использования в долгосрочной перспективе. | —                                |
| 112                        | зарезервирован      | Служба спасения                                           | В настоящий момент не работает. Ведётся работа по внедрению телефонного номера. | 0                                |
| 113                        | не используется     | —                                                         | Зарезервирован для использования в долгосрочной перспективе. | —                                |
| 114                        | не используется     | —                                                         | Зарезервирован для использования в долгосрочной перспективе. | —                                |
| 115                        | не используется     | —                                                         | Зарезервирован для использования в долгосрочной перспективе. | —                                |
| 116xxx                     | зарезервирован      | Гармонизированная служба социального значения             | В настоящий момент не работает. Ведётся работа по внедрению телефонных номеров. | 0                                |
| 117                        | использовался ранее | Номер службы поддержки компании Moldtelecom               | Не используется в настоящий момент. Использовался до 31 января 2012 года. | ?                                |
| 118x                       | используется        | Номера справочных служб                                   | Справочные службы различных компаний. | 4000                             |
| 118xx                      | используется        | Номера справочных служб                                   | Справочные службы различных компаний. | 3000                             |
| 119                        | использовался ранее | Служба по устранению неполадок в сети                     | Не используется в настоящий момент. Использовался до 31 января 2012 года. | ?                                |
| 12                         | не используется     | —                                                         | Не используется в настоящий момент. | —                                |
| 13                         | не используется     | —                                                         | Не используется в настоящий момент. | —                                |
| 14xx                       | использовался ранее | услуги представляющие общий интерес                       | Используется для служб такси, ритуальных услуг, службы частной медицинской помощи и другие. Не используется в настоящий момент. Использовался до 31 января 2012 года. | 16000 3200                       |
| 14xxx                      | используется        | услуги представляющие общий интерес                       | Используется для служб такси, ритуальных услуг, службы частной медицинской помощи и другие. До 1 февраля 2012 года данные телефонные номера имели четырёхзначный вид и являлись географическими, дозвон на которые требовал набора кода региона, в случае когда регион вызывающего абонента не совпадал с регионом службы. | 10000                            |
| 15xx                       | используется        | Нетелекомуникационные услуги                              | | 4000                             |
| 16xx                       | используется        | услуги IP-телефония                                       | Могут быть как четырёх- , так и пятизначными. | 4000                             |
| 17xx                       | зарезервирован      | —                                                         | Зарезервирован для маршрутизации телефонных звонков в процессе переноса телефонных номеров между операторами. | 0                                |
| 18xx                       | использовался ранее | Технологические номера                                    | В настоящий момент не действуют. Действовали до 1 февраля 2012 года. | 2000                             |
| 19xx                       | используется        | услуги передачи данных                                    | | 4000                             |
| x — любая возможная цифра  |                     |                                                           | |                                  |

### 2 — географические телефонные номера
- 021xxxxxx — используется оператором Интерднестрком для фиксированной связи на территории ПМР
- 022xxxxxx — муниципий Кишинёв
- 0230xxxxx — Сорокский район
- 0231xxxxx — муниципий Бельцы
- 0235xxxxx и 0335ххххх[7][8] — Оргеевский район
- 0236xxxxx — Унгенский район
- 0237xxxxx — Страшенский район
- 0241xxxxx — Чимишлийский район
- 0242xxxxx — Штефан-Водский район
- 0243xxxxx — Каушанский район
- 0244xxxxx — Каларашский район
- 0246xxxxx — Единецкий район
- 0247xxxxx — Бричанский район
- 0248xxxxx — Криулянский район
- 0249xxxxx — Глодянский район
- 0250xxxxx — Флорештский район
- 0251xxxxx — Дондюшанский район
- 0252xxxxx — Дрокиевский район
- 0254xxxxx — Резинский район
- 0256xxxxx — Рышканский район
- 0258xxxxx — Теленештский район
- 0259xxxxx — Фалештский район
- 0262xxxxx — Сынжерейский район
- 0263xxxxx — Леовский район
- 0264xxxxx — Ниспоренский район
- 0265xxxxx — Новоаненский район
- 0268xxxxx — Яловенский район
- 0269xxxxx — Хынчештский район
- 0271xxxxx — Окницкий район
- 0272xxxxx — Шолданештский район
- 0273xxxxx — Кантемирский район
- 0291xxxxx — город Чадыр-Лунга АТО Гагаузии
- 0293xxxxx — город Вулканешты АТО Гагаузии и ближайшие сёла
- 0294xxxxx — Тараклийский район
- 0297xxxxx — Бессарабский район
- 0298xxxxx — муниципий Комрат АТО Гагаузии и ближайшие сёла
- 0299xxxxx — Кагульский район

### 3 — негеографические телефонные номера
- 0 30x xxxxx — негеографические телефонные номера
- 0 38x xxxxx — негеографические телефонные номера

### 4 — резерв
- 0 4xx xxxxx — резерв

### 5 — географические телефонные номера
АТО Приднестровье / ПМР
- 0 5' xxxxxxx — географические телефонные коды, используются компанией Интерднестрком

### 6 — негеографические номера
С запуском услуги переносимости мобильных номеров 1 июля 2013 года, номера могут принадлежать любому из мобильных операторов Молдовы. Тем не менее компания Интерднестрком не участвует в переносимости мобильных номеров. Проверить кому принадлежит номер в настоящий момент можно на сайте portare.md.
- 0 60xxxxxx — Orange
- 0 61xxxxxx — Orange
- 0 62xxxxxx — Orange
- 0 650xxxxx — Eventis (лицензия и номера отозваны в 2013 году)
- 0 67xxxxx — Moldtelecom (мобильный оператор)
- 0 68xxxxxx — Orange
- 0 69xxxxxx — Orange[11]

### 7 — негеографические телефонные номера
С запуском услуги переносимости мобильных номеров 1 июля 2013 года, номера могут принадлежать любому из мобильных операторов Молдовы. Тем не менее компания Интерднестрком не участвует в переносимости мобильных номеров. Проверить кому принадлежит номер в настоящий момент можно на сайте portare.md.
- 0 71xxxxxx — зарезервированы для MVNO (пока не используются)
- 0 760xxxxx — Moldcell
- 0 765xxxxx — Moldcell
- 0 766xxxxx — Moldcell
- 0 767xxxxx — Moldcell
- 0 768xxxxx — Moldcell
- 0 769xxxxx — Moldcell
- 0 774xxxxx — IDC (абоненты CDMA 450 МГц)
- 0 775xxxxx — IDC (абоненты LTE 800 МГц)
- 0 777xxxxx — IDC (абоненты CDMA 800 МГц)
- 0 778xxxxx — IDC (абоненты CDMA 800 МГц)
- 0 779xxxxx — IDC (абоненты CDMA 800 МГц)
- 0 78xxxxxx — Moldcell
- 0 79xxxxxx — Moldcell

### 8 — негеографические телефонные номера для различных услуг
- 0 800 xxxxx — Бесплатные звонки
- 0 801 xxxxx — Бесплатные звонки
- 0 808 xxxxx — Услуга с распределённой стоимостью
- 0 814 xxxxx — Транспортные услуги
- 0 821 xxxxx — Доступ «Dial-up» к Internet
- 0 823 xxxxx — Услуга «Payphone»

### 9 — негеографические телефонные номера для услуг со специальной тарификацией
- 0 900 xxxxx — развлечения, игры, конкурсы, телеголосование[12]
- 0 905 xxxxx — различные информации (общие, деловые, маркетинговые и другие)
- 0 906 xxxxx — развлечения для взрослых

### Короткие номера экстренных служб
- 112 — Экстренная служба (1 апреля 2018 все службы были переведены на единый номер)

## Телефонные кодыПриднестровья
В ответ на введение нового плана нумерации в Приднестровье ввели свои собственные коды, вследствие чего звонки с правого берега Днестра на левый берег напрямую не осуществляются. Для этого нужно пользоваться услугами IP-телефонии.

### Географические коды
- 210 x xx xx — Григориопольский район
- 215 x xx xx — Дубоссарский район
- 216 x xx xx — Каменский район
- 219 x xx xx — Днестровск
- 552 x xx xx — Бендеры
- 533 x xx xx — Тирасполь
- 555 x xx xx — Рыбницкий район
- 557 x xx xx — Слободзейский район

### Негеографические телефонные коды
- 562 x xx xx — Интерднестрком Фиксированная сеть (Услуга на базе беспроводного доступа (WLL))

## Альтернативные операторы
На территории Республики Молдова действуют альтернативные операторы фиксированной связи. Для них выделен отдельный диапазон номеров, начинающийся на 8.
Для Кишинёва номер имеет формат 8x xx xx, для других городов — 8 xx xx.
Города, где присутствуют альтерантивые операторы, — Кишинёв, Бельцы, Унгены, Окница и Бессарабка.

## Фиксированные телефоны с радиодоступом
Национальный оператор телефонной связи Moldtelecom запустил проект по предоставлению фиксированной связи через радиодоступ на базе CDMA.
Для этих номеров выделен отдельный диапазон, начинающийся на 9.
Для Кишинёва номер имеет формат 9z xx xx, для других городов — 9 zx xx, где z — любой номер от 2 до 9 и x — от 0 до 9.
Данная услуга доступна по всей территории Республики Молдова.